# Quitandinha
Quitandinha är en kommun i Brasilien.   Den ligger i delstaten Paraná, i den södra delen av landet, 1 100 km söder om huvudstaden Brasília. Antalet invånare är 17 088.
I omgivningarna runt Quitandinha växer i huvudsak städsegrön lövskog. Runt Quitandinha är det ganska glesbefolkat, med 38 invånare per kvadratkilometer.